# Arhopala amydon
Arhopala amydon är en fjärilsart som beskrevs av Waterhouse 1942. Arhopala amydon ingår i släktet Arhopala och familjen juvelvingar. Inga underarter finns listade i Catalogue of Life.